# 关爱基里巴斯党
关爱基里巴斯党（基里巴斯语：Tobwaan Kiribati Party）是基里巴斯当前的执政党。
2016年1月，前总统塞布罗罗·斯托领导的联合同盟党与你好基里巴斯党合并组建关爱基里巴斯党，并击败追求真理党，赢得当年大选。
2019年11月，关爱基里巴斯党部分议员不满政府与中华人民共和国复交，出走另组反对党基里巴斯优先。